# 蘇維埃茨基區 (克里米亞)
蘇維埃茨基區（烏克蘭語：Совєтський район），乌克兰自2016年起称之为伊奇基區（烏克蘭語：Ічкинський район），是法理上烏克蘭克里米亞自治共和國的一個旧區，但事实上是俄罗斯克里米亞共和國的一个区。位於克里米亞半島東部。行政中心為蘇維埃茨基（伊奇基）市級鎮。人口数量为34,319人。

## 2020年乌克兰行政区划改革
2020年7月乌克兰在全境实行了行政区划改革，包括当时被俄罗斯占领的克里米亚半岛。克里米亚自治共和国的14个区和11个共和国直辖市重组为10个区。伊奇基區并入新成立的费奥多西亚区。设立新区的法律在2023年9月7日正式生效，但由于乌克兰并未实际控制克里米亚，故事实上新区并未真正运作。

## 人口
根據2001年之烏克蘭人口普查，該地區的人口為37,576人。民族構成：
- 俄羅斯族 - 48.5％
- 克里米亞韃靼族 - 22.2％
- 烏克蘭族 - 22.1％
- 白俄羅斯 - 1.3％[6]。

人口自2013年6月1日統計為34,319人。其中城鎮人口為10,021人（29.2％），農村人口為24,298人（70.8％）。

## 外部連結
- 官方网站 （俄文）